# Miss Armenia
Miss Armenia (en armenio: Միսս Հայաստան, romanizado: Miss Hayastan) es un concurso de belleza nacional de Armenia. Se encarga de seleccionar a las representantes del país para los concursos Miss Universo, Miss Mundo y Miss Grand Internacional.

## Historia

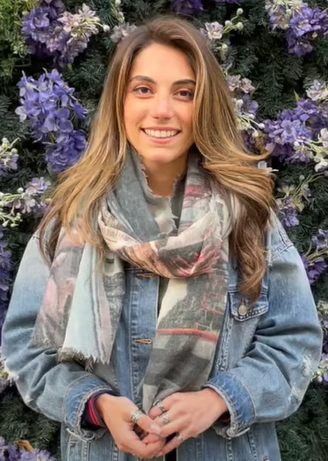
Una activista estadounidense de origen armenio, Kristina Ayanian, quien fue designada por la organización Miss Armenia para representar al país en el concurso Miss Grand Internacional 2021 en Tailandia.

Miss Armenia también debutó en 2017 con Miss Mundo y en 2018 con Miss Universo. A través del certamen de Miss Armenia, las ganadoras representaron a su país en Miss Universo y Miss Mundo.
Han pasado varios años desde que la competencia «Miss Armenia» no se lleva a cabo en Armenia. El concurso «Miss Armenia» se realizó por primera vez en 1996, con ciertos intervalos, hasta 2012. Aquí están las ganadoras del concurso de belleza «Miss Armenia».
Después de 6 años de pausa, el concurso Miss Armenian 2017 regresó con el apoyo del Ministerio de Cultura de Armenia. El concurso tuvo lugar en el Teatro Académico Nacional de Ópera y Ballet de Armenia en Ereván.
El 11 de mayo de 2019 la original de Miss Hayastan (antigua, Miss Armenia) volvió a realizar el certamen de belleza nacional. Hay dos concursos de Miss Armenia, como Miss Hayastan (Miss Armenia) y Miss Armenian (para Miss Universo y Miss Mundo Armenia).
En 2021, la organización Miss Armenian compró la licencia de Miss Grand Internacional para Armenia, que la armenia estadounidense Kristina Ayanian fue designada para representar al país en el certamen, Ayanian fue la segunda candidata armenia para dicho certamen después de Lily Sargsyan (Miss Armenian 2017) quien participó en su edición de 2019 en Venezuela.
En 2024, Yuliia Pavlikova, Miss Universo Bulgaria 2023, adquirió la licencia de Miss Universo. Irina Zakharova fue originalmente coronada como Miss Universo Armenia 2024, pero enfrentó críticas del público armenio después de revelarse que era ciudadana rusa. Finalmente, la Organización Miss Universo la descalificó, indicando que violó las reglas de elegibilidad para participar. Fue reemplazada por su tercera finalista, Emma Avanesyan.

## Ganadoras
Color clave
- Declarada como ganadora
- Terminó como finalista
- Terminó como finalista o semifinalista

### 1996-2017
| Año  | Miss Armenia          | Nombre armenio        | Región | Notas | Concurso internacional                            |
| ---- | --------------------- | --------------------- | ------ | --- | ------------------------------------------------- |
| 1996 | Karine Khachatrian    | Կարինե Խաչատրյան      | Ereván | Maestra deportiva armenia en gimnasia artística                                                           | - Miss Europa 1996 (13.ª)                         |
| 1997 | Angelina Babajanyan   | Անգելինա Բաբաջանյան   | Ereván | Miss Caucasus                                                                                             | —                                                 |
| 1998 | Gohar Harutunyan      | Գոհար Հարությունյան   | Ereván | CEO de la organización Miss Armenian. — Titular de la franquicia de Miss Universo y Miss Mundo en Armenia | - Mrs. Globe 2009 - Miss Commonwealth of CIS 1998 |
| 2000 | Kristina Babayan      | Քրիստինա Բաբայան      | Ereván | Doctora-cosmetóloga                                                                                       | —                                                 |
| 2001 | Irina Tovmasyan       | Իրինա Թովմասյան       | Ereván | — | —                                                 |
| 2003 | Lusine Tovmasyan      | Լուսինե Թովմասյան     | Ereván | Vitsemiss Europa 2005                                                                                     | - Miss Europa 2005 (Primera finalista)            |
| 2006 | Marina Vardanyan      | Մարինա Վարդանյան      | Ereván | — | - Miss Europa 2006 (Top 12)                       |
| 2007 | Margarita Sarukhanyan | Մարգարիտա Սարուխանյան | Ereván | — | —                                                 |
| 2008 | Anna Galstyan         | Աննա Գալստյան         | Ereván | — | —                                                 |
| 2010 | Lilit Karapetyan      | Լիլիթ Կարապետյան      | Ereván | Miss Supranacional Armenia 2010                                                                           | —                                                 |
| 2012 | Anna Arakelyan        | Աննա Առաքելյան        | Ereván | Una economista                                                                                            | —                                                 |
| 2017 | Lili Sargsyan         | Լիլի Սարգսյան         | Ereván | Miss Mundo Armenia 2017 Miss Grand Armenia 2019                                                           | —                                                 |

### 2018-presente
Comenzó el 2018, Miss Armenian separó la franquicia del certamen nacional Miss Universo y Miss Mundo en dos selecciones. Primero, Miss Universo Armenia coronará a la ganadora antes que Miss Mundo Armenia en una fecha diferente antes de llegar a los concursos internacionales. Miss Mundo Armenia será coronada como la nueva poseedora del título en la última final de la sección Miss Armenian. Posteriormente en 2021, la organización también adquirió la licencia de Miss Grand Internacional para Armenia.
| Año  | Miss Universo Armenia | Miss Universo Armenia | Notas                                                           | Miss Mundo Armenia                                                                      | Miss Mundo Armenia                                                                      | Notas                                                                                   | Miss Grand Armenia           | Miss Grand Armenia           | Notas                                     |
| Año  | Nombre romanizado     | Nombre armenio        | Notas                                                           | Nombre romanizado                                                                       | Nombre armenio                                                                          | Notas                                                                                   | Nombre romanizado            | Nombre armenio               | Notas                                     |
| ---- | --------------------- | --------------------- | --------------------------------------------------------------- | --------------------------------------------------------------------------------------- | --------------------------------------------------------------------------------------- | --------------------------------------------------------------------------------------- | ---------------------------- | ---------------------------- | ----------------------------------------- |
| 2018 | Eliza Muradyan        | Էլիզա Մուրադյան       | Mujer de negocios, propietaria y directora ejecutiva de Elysee™ | Arena Zeynalyan                                                                         | Արենա Զեյնալյան                                                                         |                                                                                         | Adquirió la licencia en 2021 | Adquirió la licencia en 2021 | Adquirió la licencia en 2021              |
| 2019 | Dayana Davtyan        | Դայանա Դավթյան        | Arquitecta - Miss Planet 2015 (Elegance award)                  | Liana Voskerchyan                                                                       | Լիանա Ոսկերչյան                                                                         |                                                                                         | Adquirió la licencia en 2021 | Adquirió la licencia en 2021 | Adquirió la licencia en 2021              |
| 2020 | Monika Grigoryan      | Մոնիկա Գրիգորյան      | Miss Tourism Globe Armenia 2019                                 | Sin ganadora, el certamen internacional fue cancelado debido a la pandemia de COVID-19. | Sin ganadora, el certamen internacional fue cancelado debido a la pandemia de COVID-19. | Sin ganadora, el certamen internacional fue cancelado debido a la pandemia de COVID-19. | Adquirió la licencia en 2021 | Adquirió la licencia en 2021 | Adquirió la licencia en 2021              |
| 2021 | Nane Avetisyan        | Նանե Ավետիսյան        |                                                                 | Mirna Bzdigian                                                                          | Միրնա Պզտիկեան                                                                          | Armenia-siria                                                                           | Kristina Ayanian             | Քրիստինա Այանյան             | Miss Boston 2020 (Armenia-estadounidense) |
| 2022 | Kristina Ayanian      | Քրիստինա Այանյան      | Miss Boston 2020 (Armenia-estadounidense)                       | Por anunciar                                                                            | Por anunciar                                                                            | Por anunciar                                                                            | Sin candidata                | Sin candidata                | Sin candidata                             |

## Representación por año

### Miss Universo Armenia
: Declarada como ganadora
     : Terminó como finalista
     : Terminó como una de las semifinalistas o cuartofinalistas
     : Terminó como ganadora de premios especiales
| Año  | Región      | Miss Universo Armenia | Nombre armenio   | Posición     | Premios especiales |
| ---- | ----------- | --------------------- | ---------------- | ------------ | ------------------ |
| 2024 | Ereván      | Emma Avanesyan        | Էմմա Ավանեսյան   | No clasificó |                    |
| 2024 | Ereván      | Irina Zakharova       | —                | No compitió  | No compitió        |
| 2023 | No compitió | No compitió           | No compitió      | No compitió  | No compitió        |
| 2022 | Ereván      | Kristina Ayanian      | Քրիստինա Այանյան | No clasificó |                    |
| 2021 | Ereván      | Nane Avetisyan        | Նանե Ավետիսյան   | No clasificó |                    |
| 2020 | Ereván      | Monika Grigoryan      | Մոնիկա Գրիգորյան | No clasificó |                    |
| 2019 | Ereván      | Dayana Davtyan        | Դայանա Դավթյան   | No clasificó |                    |
| 2018 | Ereván      | Eliza Muradyan        | Էլիզա Մուրադյան  | No clasificó |                    |

### Miss Mundo Armenia
: Declarada como ganadora
     : Terminó como finalista
     : Terminó como una de las semifinalistas o cuartofinalistas
     : Terminó como ganadora de premios especiales
| Año  | Región                                                                 | Miss Mundo Armenia                                                     | Nombre armenio                                                         | Posición                                                               | Premios especiales                                                     |
| ---- | ---------------------------------------------------------------------- | ---------------------------------------------------------------------- | ---------------------------------------------------------------------- | ---------------------------------------------------------------------- | ---------------------------------------------------------------------- |
| 2023 | Ereván                                                                 | Adrine Achemyan                                                        | Ադրինե Աճեմյանը                                                        | Por competir                                                           | Por competir                                                           |
| 2021 | Ereván                                                                 | Mirna Bzdigian                                                         | Միրնա Պզտիկեան                                                         | No clasificó                                                           | - Miss Mundo Deporte (Top 32)                                          |
| 2020 | Debido al impacto de la pandemia de COVID-19, no hubo concurso en 2020 | Debido al impacto de la pandemia de COVID-19, no hubo concurso en 2020 | Debido al impacto de la pandemia de COVID-19, no hubo concurso en 2020 | Debido al impacto de la pandemia de COVID-19, no hubo concurso en 2020 | Debido al impacto de la pandemia de COVID-19, no hubo concurso en 2020 |
| 2019 | Ereván                                                                 | Liana Voskerchyan                                                      | Լիանա Ոսկերչյան                                                        | No clasificó                                                           | - Miss Mundo Talento (Top 5)                                           |
| 2018 | Ereván                                                                 | Arena Zeynalyan                                                        | Արենա Զեյնալյան                                                        | No clasificó                                                           |                                                                        |
| 2017 | Ereván                                                                 | Lili Sargsyan                                                          | Լիլի Սարգսյան                                                          | No clasificó                                                           |                                                                        |

### Miss Grand Armenia
: Declarada como ganadora
     : Terminó como finalista
     : Terminó como una de las semifinalistas o cuartofinalistas
     : Terminó como ganadora de premios especiales
Armenia hizo su debut en el concurso Miss Grand Internacional en 2019 de la mano de Lili Sargsyan, ganadora de Miss Armenia 2017, bajo la dirección de Janna Gregory. La organización Miss Armenia luego compró la franquicia en 2021.
| Año  | Región      | Miss Grand Armenia | Nombre armenio   | Posición     | Premios especiales         |
| ---- | ----------- | ------------------ | ---------------- | ------------ | -------------------------- |
| 2022 | No compitió | No compitió        | No compitió      | No compitió  | No compitió                |
| 2021 | Ereván      | Kristina Ayanian   | Քրիստինա Այանյան | No clasificó | - Premio Miss Grand Spirit |
| 2020 | No compitió | No compitió        | No compitió      | No compitió  | No compitió                |
| 2019 | Ereván      | Lili Sargsyan      | Լիլի Սարգսյան    | No clasificó |                            |

### Miss Internacional Armenia
: Declarada como ganadora
     : Terminó como finalista
     : Terminó como una de las semifinalistas o cuartofinalistas
     : Terminó como ganadora de premios especiales
| Año                           | Región | Miss Internacional Armenia | Nombre armenio   | Posición     | Premios especiales                |
| ----------------------------- | ------ | -------------------------- | ---------------- | ------------ | --------------------------------- |
| No compite desde 2020         |        |                            |                  |              |                                   |
| 2019                          | Ereván | Sona Danielyan             | Սոնա Դանիելյան   | No clasificó | - Mejor en Traje de Baño (Top 15) |
| No compitió entre 2015-2018   |        |                            |                  |              |                                   |
| 2014                          | Ereván | Shushanik Yeritsyan        | Շուշանիկ Երիցյան | No clasificó |                                   |
| No compitió entre 2008 y 2013 |        |                            |                  |              |                                   |
| 2007                          | Ereván | Rita Tsatryan              | Ռիտա Ծատրյան     | No clasificó |                                   |

### Miss Tierra Armenia
Desde 2015, las representantes armenias de Miss Tierra han sido seleccionadas por separado por la productora armenia Janna Gregory.
     : Declarada como ganadora
     : Terminó como finalista
     : Terminó como una de las semifinalistas o cuartofinalistas
     : Terminó como ganadora de premios especiales
| Año                           | Región      | Miss Tierra Armenia    | Nombre armenio         | Posición     | Premios especiales |
| ----------------------------- | ----------- | ---------------------- | ---------------------- | ------------ | ------------------ |
| 2023                          | Ereván      | Paolin Darbin-Ahangari | Պաոլին Դարբին-Ահանգարի | No clasificó |                    |
| 2022                          | No compitió | No compitió            | No compitió            | No compitió  | No compitió        |
| 2021                          | Ereván      | Marina Shukuryan       | Մարինա Շուքուրյան      | No clasificó |                    |
| 2020                          | No compitió | No compitió            | No compitió            | No compitió  | No compitió        |
| 2019                          | Ereván      | Rippi Sargsyan         | Ռիպի Սարգսյան          | No clasificó |                    |
| 2018                          | Ereván      | Sona Danielyan         | Սոնա Դանիելյան         | No clasificó |                    |
| No compitió entre 2016 y 2017 |             |                        |                        |              |                    |
| 2015                          | Ereván      | Lilit Martirosyan      | Լիլիթ Մարտիրոսյան      | No clasificó |                    |